# Gian Francesco Malipiero
Gian Francesco Malipiero (Venecia, 18 de marzo de 1882-Treviso, 1 de agosto de 1973) fue un compositor, musicólogo y editor de música italiano.

## Biografía
Malipiero nació en Venecia, nieto del compositor de ópera Francesco Malipiero (1824-87). Tuvo una infancia difícil ya que sus padres se separaron en 1893. Su padre Luigi, pianista y director de orquesta, lo llevó consigo a Trieste, Berlín y Viena. Estudió en el conservatorio de Viena en 1898 antes de volver a casa de su madre en Venecia en 1899. Ingresó entonces en el «Liceo Musicale» y aprendió contrapunto con el compositor, organista y pedagogo Marco Enrique Bossi, que le introdujo en el estilo sinfónico del tardoromanticismo alemán. Cuando éste se fue a Bolonia en 1902, Malipiero continuó sus estudios por sí mismo, copiando y transcribiendo música de los compositores barrocos italianos, algunos completamente caídos en el olvido, como Claudio Monteverdi y Girolamo Frescobaldi. Este descubrimiento va a cambiar su vida de tal modo que comenzará un amor de por vida por la música italiana de ese período. En 1904 se fue a Bolonia y buscó a Bossi para continuar sus estudios. Dueño ya de una técnica compositiva suficientemente aprendida, obtuvo el diploma en el Liceo Musicale de Bolonia. Después de graduarse, Malipiero fue ayudante del compositor ciego Antonio Smareglia.
En 1908 asistió a la «Hochschule» de Berlín y luego se trasladó a París, donde entró en contacto con el ambiente cultural, conociendo a Alfredo Casella, Ravel y Gabriele D'Annunzio. Malipiero asistió en 1913 al estreno de Le Sacre du Printemps de Stravinsky, acompañando a Casella. Quedó conmocionado y dirá que tuvo la impresión de salir de un largo letargo. En esa época Malipiero adquirió notoriedad tras haber obtenido cuatro de cinco premios en un concurso de composición organizado por la Accademia Nazionale di Santa Cecilia de Roma, de forma un poco extraña ya que participó con cinco composiciones con cinco seudónimos.
De 1921 a 1924 enseñó en el conservatorio de Parma. En 1923, se unió a Casella y D'Annunzio para crear la «Corporazione delle Nuove Musiche». Después de trasladarse a la pequeña villa véneta de Asolo en 1921, Malipiero comenzó el trabajo editorial por el que será reconocido, con una edición completa de todas las obras de Monteverdi, hecha a partir de 1926 hasta 1942, en 16 volúmenes. En 1932, fue nombrado profesor de composición en el Liceo Musicale de Venecia (que se convertirá en conservatorio en 1940). Será su director desde 1939 hasta su retiro en 1952. Después de este año, volvió a Asolo donde continuo componiendo y editando muchos de los conciertos de Vivaldi en el «Istituto Italiano Antonio Vivaldi». Desempeño otra actividad didáctica desde 1936 en la Universidad de Padua, dirigiendo el «Istituto Musicale Pollini».
En la Italia fascista, Malipiero mantuvo buenas relaciones con Mussolini hasta que en 1932 eligió para una de sus óperas el libreto de Pirandello, La favola del figlio cambiato, ganándose la condenación de los fascistas. Malipiero dedicó a Mussolini su ópera siguiente, Giulio Cesare (1934-35), pero esto no le ayudó.
Malipiero ha sido también un excelente prosista, fino polemista, crítico musical y autor de refinada memoria. No obstante su aislamiento artístico, Malipiero mantuvo contactos con los mejores compositores del siglo XX, como Igor Stravinsky, Ernest Bloch, Luigi Dallapiccola, Luciano Berio y también dio vida a una verdadera escuela, que ha dejado un sello profundo e inconfundible en la cultura musical italiana. Fue tío del compositor Riccardo Malipiero.
Malipiero hizo importantes contribuciones a la erudición musical. Con el apoyo financiero de la mecenas estadounidense Elizabeth Sprague Coolidge, editó las obras completas de Monteverdi (1926-1942) y colaboró en la edición completa de las obras de Antonio Vivaldi (1947-1972). También editó obras de Arcangelo Corelli, Girolamo Frescobaldi y otros.

## Estilo
Su producción comprende los más diversos géneros musicales, de la sinfonía —once numeradas, además otras seis—, a los conciertos —seis para piano, dos para violín, uno para violonchelo, uno para flauta, uno para trío con piano—, y a la música de cámara —donde emergen los estupendos ocho cuartetos de cuerda, que son dignos de figurar entre las mejores páginas del siglo XX para tal formación, junto a los de Béla Bartók y Dmitri Shostakóvich. En el denso corpus de Malipiero destacan también los ocho Dialoghi, compuestos entre 1955 y 1957, destinados a las más diferentes formaciones, desde el simple dúo a la orquesta sinfónica con instrumento solista.
Las obras más importantes de su primera fase creativa son la Sinfonia degli eroi (1905), Sinfonía del mare (1906) y la Sinfonia del silenzio e della morte (1908), así como la ópera Canossa (compuesta en 1911 y estrenada en Roma en 1914).
Las Impressioni dal vero para orquesta (I-III 1910, IV-VI 1915, VII-IX 1922) mostraron un cambio hacia una expresión más libre, como la que conoció en las obras de Debussy y Ravel durante su larga estancia en París.
El lenguaje musical de Malipiero se caracteriza por una extrema libertad formal; siempre repudió de hecho la disciplina académica de las variaciones a favor de una expresión más anárquica y fantástica del canto, más allá de evitar el riesgo de caer en el descriptivismo de la música programática. Hasta mitad de los años 1950 Malipiero seguía apegado a la herencia diatónica y a una escritura con referentes al instrumentalismo italiano anterior al XIX y a la melodía gregoriana. Progresivamente se movió hacia territorios expresivos más inquietos, que lo acercaron al total cromático, sin que experimentase la conversión hacia la práctica dodecafónica (los citados Dialoghi testimonian tal experimentación). Más que abandonar del todo el estilo anterior, el autor fue capaz de reinventarlo de una manera personalísima y con un gran espíritu de puesta al día. No es difícil de entrever, en algunas de sus páginas tardías, sugerencias provenientes de alguno de sus estudiantes más destacados, como Luigi Nono o Bruno Maderna.
Cuando, a mediados de los años 1950, la enciclopedia británica «The World of Music» entrevistó a Malipiero, éste enumeró como sus composiciones más importantes las siguientes obras:
- Pause del Silenzio, para orquesta, compuesta en 1917.
- Rispetti e Strambotti, para orquesta, compuesta en 1920.
- L'Orfeide, para escena, compuesta entre 1918 y 1922, y estrenada en 1924.
- La Passione, misterio teatral, compuesta en 1935.
- Sus nueve sinfonías, compuestas entre 1933 y 1955 (compondría más sinfonías después de esta lista fuera hecha).

## Catálogo de obras
| Año     | Obra | Tipo de obra                   |
| ------- | --- | ------------------------------ |
| 1904    | Dai sepolcri, poema sinfónico. | Música orquestal               |
| 1904/5  | Dalle Alpi, suite sinfónica. | Música orquestal               |
| 1905    | Six morceaux (6 pezzi: una de ellas Notturno pastorale), para piano. | Música solista (piano)         |
| 1905    | Sinfonia degli eroi. | Música orquestal (sinfonía)    |
| 1906    | Sinfonia del mare, para orquesta. | Música orquestal (sinfonía)    |
| 1907-08 | Sonata para violonchelo y piano. | Música instrumental (dúo)      |
| 1907/9  | Elen e Fuldano (S. Benco), ópera. (no representada) | Música escénica (ópera)        |
| 1907/10 | Cuarteto de cuerda. | Música de cámara (cuarteto)    |
| 1908    | Bizzarrie luminose dell'alba, del meriggio, della notte, para piano. | Música solista (piano)         |
| 1908    | Canto notturno, para violín y piano. | Música instrumental (dúo)      |
| 1908    | Canto crepuscolare, para violín y piano. | Música instrumental (dúo)      |
| 1909/10 | Canto notturno di un pastore errante dell'Asia, para barítono, coro y orquesta. | Música coral (orquesta)        |
| 1909-10 | Poemetti lunari, para piano. | Música solista (piano)         |
| 1909/10 | Sonetti delle Fate sur les poèmes de d'Annunzio. | Música vocal                   |
| 1909-10 | Sinfonia del silenzio e della morte. | Música orquestal (sinfonía)    |
| 1910    | Tre danze antiche, para piano. | Música solista (piano)         |
| 1910-11 | Impressioni dal vero prima parte, para orquesta. | Música orquestal               |
| 1911/12 | Danze e canzoni, para orquesta. | Música orquestal               |
| 1911/12 | Canossa, ópera. (S. Benco) (Estreno: Roma, Teatro Constanzi, 1914/01/14). | Música escénica (ópera)        |
| 1912    | Il voto d'Amore (destruido), ballet. | Música escénica (ballet)       |
| 1912    | Schiavona (no representada y luego destruida), drama lírico. | Música escénica (ópera)        |
| 1912    | Arione, para violoncello y orquesta. | Música orquestal (concierto)   |
| 1913/14 | Sogno di un tramonto d'autunno, poema tragico in un atto di D'Annunzio (estreno: RAI, 4 Oct 1963; en escena, Mantua, Sociale, 4 Oct 1988).                                                                               | Música escénica (ópera)        |
| 1914    | Impressioni, para piano. | Música solista (piano)         |
| 1914    | Preludi autunnali, para piano. | Música solista (piano)         |
| 1914    | Vendemmiale (La fine d'una festa), para orquesta. | Música orquestal               |
| 1914-15 | Lancelotto de lago (De Stefani), ópera. (no representada) | Música escénica (ópera)        |
| 1914-15 | Impressioni dal vero seconda parte, para orquesta. | Música orquestal               |
| 1919    | Canto della Lontananza, para violín y piano. | Música instrumental (dúo)      |
| 1916    | Poema asolani (Notte dei morti - I Partenti), para piano. | Música solista (piano)         |
| 1917    | Ditirambo tragico, para orquesta. | Música orquestal               |
| 1917    | Barlumi, para piano. | Música solista (piano)         |
| 1917    | Armenia, para orquesta. | Música orquestal               |
| 1917    | Pause del Silenzio I (expresione sinfonica), para orquesta. | Música orquestal               |
| 1917-19 | Pantea, drama sinfónico para bailarina, barítono, coro y orquesta (Estreno: Venecia, Goldoni, 6 sept 1932). | Música escénica (ballet)       |
| 1918    | Grottesco, para orquesta. | Música orquestal               |
| 1918    | Le Maschere che passano, para piano. | Música solista (piano)         |
| 1918    | I selvaggi, ballet de marionetas. (F. Depero) (Estreno: Roma, Teatro dei Piccoli, 15 de abril de 1918; versión de concierto como «Grottesco», para pequeña orquesta (Londres, 1923)                                      | Música escénica (ballet)       |
| 1918    | Risonanza, para piano. | Música solista (piano)         |
| 1918/19 | Sette Canzoni [1. I vagabondi. 2. A vespro. 3. Il ritorno. 4. L'ubriaco 5. Serenata 6. Il campanaro. 7. L'alba delle Ceneri], ópera.                                                                                     | Música escénica (ópera)        |
| 1918-19 | L'Orféide, ópera. [Triptychon, 1. La Morte delle maschere, 2. Sette Canzoni, 3. Orfeo ovvero I'Ottava canzone] (Estreno: Düsseldorf, Staatsoper, 1925/11/05).                                                            | Música escénica (ópera)        |
| 1919    | Il canto della lontanaza, para violín y piano. | Música instrumental (dúo)      |
| 1919    | La mascherata delle principesse prigionere, ballet. (H. Prunières) (Estreno: Bruselas, Monnaie, 19 Oct 1924) | Música escénica (ballet)       |
| 1919    | Keepsake (Three poèmes de Jean Aubry), para voz y piano. | Música vocal (piano)           |
| 1920    | San Francesco d'Assisi: Symphonic Fragments, para solistas, coro y orquesta. | Música coral (orquesta)        |
| 1920    | Rispetti e stramboti, para orquesta. | Música orquestal               |
| 1920    | Oriente Immaginario, ballet. | Música escénica (ballet)       |
| 1920    | A Claude Debussy, para piano. | Música solista (piano)         |
| 1920    | La siesta, para piano. | Música solista (piano)         |
| 1920    | Omaggio: a un pappagallo, a un elefante, a un idiota, para piano. | Música solista (piano)         |
| 1920    | Quartetto per archi n.º 1, Rispetti e strambotti. | Música de cámara (cuarteto)    |
| 1920-22 | Tre poesie di Angelo Poliziano, para voz y piano. | Música vocal (piano)           |
| 1920-21 | San Francesco d'Assisi (libreto Malipiero) , mistero per soli, coro y orquesta (Nueva York, Carnegie Hall, 1922/11/03).                                                                                                  | Música vocal                   |
| 1920-22 | Tre commedie goldoniane, ópera (libreto Malipiero) [I "La bottega da caffè" - II "Sior Todero Brontolon" - III "Le baruffe Chiozotte".] (Darmstadt, Hessisches Landestheater, 1926/03/26).                               | Música escénica (ópera)        |
| 1921    | Cavalcate, para piano. | Música solista (piano)         |
| 1921    | Per una favola cavalleresca (aus der Oper Lancelotto del lago), para orquesta. | Música orquestal               |
| 1921    | Cimarosiana, cinco fragmentos infónicos de obras de teclado de Cimarosa, para orquesta. | Música orquestal               |
| 1920-22 | Quattro sonetti del Burchiello [stillato, Va in mercato, Giorgin, Andando a uccellare, Rose spinose]. | Música vocal                   |
| 1921-22 | Impressioni dal vero terza parte, para orquesta. | Música orquestal               |
| 1920-22 | Due sonetti del Berni, para soprano y piano. | Música vocal (piano)           |
| 1922    | Il tarlo, para piano. | Música solista (piano)         |
| 1923    | Le Stagioni Italiche, para soprano y piano (Venecia, 1925). | Música vocal (piano)           |
| 1923    | Quartetto per archi n.º 2, Stornelli e ballate. | Música de cámara (cuarteto)    |
| 1923    | Variazioni senza tema, para piano y orquesta. | Música orquestal (concierto)   |
| 1924    | Pasqua di resurrezione, para piano. | Música solista (piano)         |
| 1924    | La principessa Ulalia, para tenor, barítono, coro y orquesta. | Música coral (orquesta)        |
| 1925    | Ricercari, para 11 instrumentos | Música instrumental            |
| 1925    | Filomela e l'infatuato, ópera (Malipiero) (Estreno: Praga, Deutsches Theater, 1928/03/31). | Música escénica (ópera)        |
| 1926    | Pause del silenzio lI (expresione sinfonica) (Sul fiume del tempo, L'esilio dell'eroe, Il grillo cantarino), para orquesta.                                                                                              | Música orquestal               |
| 1925-28 | Il mistero di Venezia, ópera (Malipiero) [Triptychon: Le aquile di Aquilea (1928), Il finto Arlecchino (1925), I corvi di S Marco (1928)]. (Estreno: Coburg, Landestheater, 15 dic 1932).                                | Música escénica (ópera)        |
| 1926    | [3] Preludi e una fuga, para piano. | Música solista (piano)         |
| 1926    | Ritrovari, para 11 instrumentos | Música instrumental            |
| 1926-27 | Merlino mastro d'organi (Malipiero), ópera. (Estreno: Roma Radio, 1 de agosto de 1934; en escena: Palermo, Massimo, 28 de marzo de 1972).                                                                                | Música escénica (ópera)        |
| 1927    | Sonata a tre, para violín, violoncello y piano. | Música instrumental (trio)     |
| 1927    | La Cena, cantata para coro y orquesta (Rochester, 1929) | Música vocal (cantata)         |
| 1928    | Die raben von San Marco. Drama con música sin palabras, ballet. | Música escénica (ballet)       |
| 1928    | Die Adler von Aquileia [Aquile d'Aquileia]. Drama con música en dos idiomas (italiano-aleman), ballet. | Música escénica (teatral)      |
| 1929    | Torneo notturno (Malipiero), ópera. (Estreno: Munich, Nationaltheater, 15 de mayo de 1931) | Música escénica (ópera)        |
| 1930    | Canto nell'infinito, para violín y piano. | Música instrumental (dúo)      |
| 1930    | La bella e il mostro (perdida eventualmente), ópera. | Música escénica (ópera)        |
| 1930/31 | I trionfi d'amore (Malipiero) [Triptychon: I. Castel smeraldo; II. Mascherate; III. Giochi olimpici]), ópera. (solo estrenado el Mascherate, Turin Radio, 6 Nov 1937; en escena, Bergamo, Teatro Donizetti, 2 Oct 1954). | Música escénica (ópera)        |
| 1931    | Epitaffio, para piano. | Música solista (piano)         |
| 1931    | Concerti, para orquesta. | Música orquestal (concierto)   |
| 1931    | Quartetto per archi n.º 3, Cantari alla madrigalesca. | Música de cámara (cuarteto)    |
| 1931-34 | Concierto n.º 1 para piano y orquesta. | Música orquestal               |
| 1932    | Epodi e Giambi, para violin, oboe y fagot | Música instrumental (trío)     |
| 1932    | Concierto n.º 1 para violín y orquesta. | Música orquestal (concierto)   |
| 1932    | I minuetti di Ca'Tiepolo, para piano. | Música solista (piano)         |
| 1932    | Prélude à une fugue imaginaire, para piano. | Música solista (piano)         |
| 1932-33 | La favola del figlio cambiato, ópera (libreto de Luigi Pirandello). [La fabula del hijo cambiante] (Braunschweig, Landestheater, 1934(01/13).                                                                            | Música escénica (ópera)        |
| 1932-34 | Inni, para orquesta. | Música orquestal               |
| 1933    | Sinfonía n.º 1, in quattro tempi come le quattro stagioni. | Música orquestal (sinfonía)    |
| 1933    | Quattro invenzioni (La festa degli indolenti), para orquesta. | Música orquestal               |
| 1933    | Sette Invenzioni, para orquesta. | Música orquestal               |
| 1934    | Quartetto per archi n.º 4. | Música de cámara (cuarteto)    |
| 1934    | Sonata a cinque, para flauta, violin, viola, violonchelo y arpa. | Música de cámara               |
| 1934    | Il Commiato para una voz de barítono y orquesta. | Música vocal (orquesta)        |
| 1934-35 | Giulio Cesare, ópera (Malipiero según Shakespeare) (Estreno: Génova, Carlo Felice, 1936/02/08). | Música escénica (ópera)        |
| 1935    | La Passione, cantata para soprano, 2 tenores, barítono, coro y orquesta (Roma, 1935). | Música vocal                   |
| 1935-36 | Una festa a Mantova (Une fête à Mantoue), ballet d'après des ouvres de Claudio Monteverdi, ballet. | Música escénica (ballet)       |
| 1936    | Sinfonía n.º 2, Elegiaca. | Música orquestal (sinfonía)    |
| 1937    | Preludio, ritmi e canti gregoriani, para piano. | Música solista (piano)         |
| 1937    | Concierto para violoncello y orquesta. | Música orquestal (concierto)   |
| 1937    | Concierto n.º 2 para piano y orquesta. | Música orquestal (concierto)   |
| 1937    | De Profundis per una voce, viola e grancassa e pianoforte (Venecia, 1937). | Música vocal                   |
| 1937-38 | Antonio e Cleopatra, ópera. (Malipiero según Shakespeare) (Estreno: Florencia, Teatro Comunale, 1938/06/04). | Música escénica (ópera)        |
| 1938    | Antonio e Cleopatra. Frammenti sinfonici dall'opera, para orquesta. | Música orquestal               |
| 1938    | Ecuba. Commenti sinfonici alla tragedia di Euripide, para orquesta. | Música orquestal               |
| 1938    | Missa Pro Mortuis, para barítono, coro y orquesta (Roma, 1938). | Música vocal                   |
| 1938    | Concerto a tre, para violín, cello, piano y orquesta. | Música orquestal (concierto)   |
| 1940    | Quattro Vecchie Canzoni, para voz e instrumentos sobre la poesía di Cino da Pistoia, Boccaccio e Bonagiunta Urbicciani (Washington, 1941)                                                                                | Música vocal (instrumental)    |
| 1940    | Preludio e fuga, para piano. | Música solista (piano)         |
| 1940    | Ecuba, ópera (Malipiero, según Eurípides) (Estreno: Roma, Opera, 1941//01/11). | Música escénica (ópera)        |
| 1941    | La vita‚ sogno, ópera (Malipiero, según Calderón) (Estreno: Breslau, Opernhaus, 1943/06/30). | Música escénica (ópera)        |
| 1941-50 | Quartetto per archi n.º 5, dei capricci. | Música de cámara (cuarteto)    |
| 1942    | Universa Universis, per coro maschile e orchestra da camera su antichi testi goliardici. | Música coral                   |
| 1942    | Santa Eufrosina, misterio para soprano, dos barítonos, coro y orquesta (su testo di Domenico Cavalca) (Roma, 1942). | Música vocal (cantata)         |
| 1942    | Sonatina para violonchelo y piano. | Música instrumental (dúo)      |
| 1941-42 | I capricci di Callot, ópera. (Malipiero, según E.T.A. Hoffmann (Estreno: Roma, Opera, 1942/10/24). | Música escénica (ópera)        |
| 1943    | L'allegra brigata, ópera. (Malipiero, según F. Sacchetti y otros), (Estreno: Milán, Scala, 1950/05/04). | Música escénica (ópera)        |
| 1943/44 | Vergilii Aeneis. Sinfonía eroica, para solista, coro y orquesta. (Malipiero, según Virgilio) (Estreno: RAI, 21 de junio de 1946; escena: Venecia, Fenice, 1958/01/06).                                                   | Música escénica (ópera)        |
| 1945    | Sinfonía n.º 3, Delle campane. | Música orquestal (sinfonía)    |
| 1945    | Le Sette Allegrezze d'Amore, para voz e instrumentos(da Lorenzo de Medici) (Milan, 1945). | Música vocal                   |
| 1946    | Sinfonía n.º 4, In memoriam. | Música orquestal (sinfonía)    |
| 1946    | Le sette peccati mortali, per coro e orchestra da Fazio degli Uberti. | Música coral (orquesta)        |
| 1946    | Hortus Conclusus (I Libro), para piano. | Música solista (piano)         |
| 1946    | La Terra, de las Geórgicas de Virgilio, para coro y orquesta. | Música coral (orquesta)        |
| 1947    | Sinfonía n.º 5, Concertante in eco, para 2 pianos y orquesta. | Música orquestal (sinfonía)    |
| 1947    | Sinfonía n.º 6, Degli archi. | Música orquestal (sinfonía)    |
| 1947    | Quartetto per archi n.º 6, L'Arca di Noé. | Música de cámara (cuarteto)    |
| 1947-48 | Stradivario, «fantasía di strumenti che ballano» (Versión concierto, Florencia, Pergola, 20 de junio de 1949; escena, Dortmund, 3 de junio de 1958) ballet.                                                              | Música escénica (ballet)       |
| 1948    | Sinfonía n.º 7, Delle canzoni. | Música orquestal (sinfonía)    |
| 1948    | Concierto n.º 3 para piano y orquesta. | Música orquestal               |
| 1948-49 | Mondi celesti, para soprano y 10 instrumentos (Capri, 1949). | Música vocal (instrumental)    |
| 1949    | Mondi celesti ed infernali, ópera. (Malipiero según Shakespeare) (Estreno: RAI, 12 de enero de 1950; Venecia, Fenice, 1961/02/02).                                                                                       | Música escénica (ópera)        |
| 1949-50 | La festa della sensa (su testo anonimo latino) para barítono, coro y orquesta (Bruselas, 1954). | Música vocal                   |
| 1950    | Cinque favole, para soprano (o tenor) y pequeña orquesta. | Música vocal                   |
| 1950    | Concierto n.º 4 para piano y orquesta. | Música orquestal               |
| 1950    | Sinfonía in un tempo. | Música orquestal (sinfonía)    |
| 1950    | Quartetto per archi n.º 7. | Música de cámara (cuarteto)    |
| 1951    | Sinfonía dello zodiaco, Quattro partite: dalla primavera all'inverno. | Música orquestal (sinfonía)    |
| 1950-51 | El mondo novo, ballet. (Malipiero, según Tiepolo) (Estreno: Ver. concierto, Roma, Argentina, 16 dic 1951). (Rev. como obra de concierto: «La lanterna magica», 1955)                                                     | Música escénica (ballet)       |
| 1952    | Passer Mortuus est, para coro SATB a capella. | Música coral (capella)         |
| 1952    | Vivaldiana, para orquesta. | Música orquestal               |
| 1952    | Passacaglie, para orquesta. | Música orquestal               |
| 1952    | Il figliuol prodigo, ópera (Malipiero según P. Castellano de Castellani) (Estreno: RAI, 25 de enero de 1953; escena: Florencia, Pergola, 1957/05/14).                                                                    | Música escénica (ópera)        |
| 1952    | Concierto para cuerdas. | Música orquestal (concierto)   |
| 1953    | Fantasie di ogni giorno, para orquesta. | Música orquestal               |
| 1953    | Elegía capriccio, para orquesta. | Música orquestal               |
| 1953-54 | Donna Urraca, ópera en un acto (Malipiero según Mérimée: Le ciel et l’enfer). (Estreno: Bérgamo, Teatro Donizetti, 1954/10/02).                                                                                          | Música escénica (ópera)        |
| 1954    | Sonata a quattro, para flauta, oboe, clarinete y fagot. | Música de cámara               |
| 1954    | Fantasie concertanti, para orquesta. | Música orquestal               |
| 1954    | Fantasie Concertati III, violonchelo y orquesta. | Música orquestal (concierto)   |
| 1954    | Il Festino (G. G. de Rossi), ópera. | Música escénica (ópera)        |
| 1954    | Fantasie Concertati II, violin y orquesta. | Música orquestal (concertante) |
| 1954    | Fantasie concertati IV, piano y orquesta. | Música orquestal (concertante) |
| 1954/55 | Il Capitan Spavento, ópera (Malipiero, según Ruzante y N. de Fauteville). (Estreno: Nápoles, S Carlo, 1963/03/16). | Música escénica (ópera)        |
| 1955    | La lanterna magica (del ballet «El mondo novo»), para orquesta. | Música orquestal               |
| 1955    | Dialoghi II, para 2 pianos. | Música solista (2 pianos)      |
| 1955    | Stradivario, para dos pianos. | Música solista (2 pianos)      |
| 1955    | Venere prigioniera, ópera (Malipiero, según E. Gonzales: Giangurgolo). (Estreno: Florencia, Pergola, 1957/05/14). | Música escénica (ópera)        |
| 1956    | Dialoghi I, con Manuel de Falla, para peque¤a orquesta. | Música orquestal               |
| 1956    | Dialoghi III, con Jacopone da Todi per canto e due pianoforti. | Música orquestal (concertante) |
| 1956    | Fantasie concertati VII, para 2 pianos y orquesta. | Música orquestal (concertante) |
| 1956    | Fantasie concertati VI, clavec¡n y orquesta. | Música orquestal (concertante) |
| 1956    | Dialoghi IV, flauta, oboe, clarinete, fagot y coro. | Música coral (capella)         |
| 1956    | Dialoghi V, quasi concerto, para viola y orquesta. | Música orquestal (concierto)   |
| 1956    | Dialoghi VI, quasi concerto, para Cembalo y orquesta. | Música orquestal (concierto)   |
| 1956    | Dialoghi VII, para 2 pianos y orquesta. | Música orquestal (concierto)   |
| 1956/57 | Dialoghi VIII, La morte di Socrate, bar¡tono y peque¤a orquesta. | Música vocal (orquesta)        |
| 1957    | Notturno di canti e balli, para orquesta. | Música orquestal               |
| 1957    | Impromptu pastorale, para oboe y piano. | Música instrumental (dúo)      |
| 1957    | L'ottavo dialogo: la morte de Socrate, para barítono y pequeña orquesta. | Música vocal (orquesta)        |
| 1957    | Magister Josephus, para soprano, Alt, tenor, barítono y orquesta. | Música vocal (orquesta)        |
| 1958    | Le fanfaron de la fanfare, para trompeta y piano. | Música instrumental (dúo)      |
| 1958    | Concierto n.º 5 para piano y orquesta, para orquesta. | Música orquestal               |
| 1958    | Preludio e morte di Macbeth, para barítono y orquesta (Milan, 1960). | Música vocal                   |
| 1959    | L'asino d'oro, para barítono y orquesta. | Música vocal (orquesta)        |
| 1959    | Serenata mattutina per 10 instrumentos. | Música instrumental            |
| 1959    | Cinque studi per domani, para piano. | Música solista (piano)         |
| 1959    | Variazione sobre la Pantomima del "El Amor Brujo", para piano. | Música solista (piano)         |
| 1959/60 | Concerto dei concerti, ovvero dell'uom malcontento, para bar¡tono, violin y orquesta. | Música orquestal (concierto)   |
| 1960    | Sette canzonette veneziane (texto del Canti del Popolo Veneziano), para coro y pequeña orquesta. | Música coral (orquesta)        |
| 1960    | Cinque studi, para orquesta. | Música orquestal               |
| 1960-68 | Il marescalco, ópera (Malipiero, según Pietro Aretino) (Estreno: Treviso, Comunale, 1969/10/22). | Música escénica (ópera)        |
| 1961    | Serenata, para fagot y 10 instrumentos. | Música instrumental            |
| 1961    | Preludio, para guitarra. | Música solista (guitarra)      |
| 1961    | Serenissima. Sette canzonette veneziane para orquesta y saxofones concertantes. | Música orquestal (concertante) |
| 1961    | Rappresentazione e festa di Carnasciale e della Quaresima, Opera balletto (Malipiero, según textos florentinos del XVI) (Estreno: 1961, versión concierto; escena, Venecia, Fenice, 1970/01/20).                         | Música escénica (ópera)        |
| 1962    | Sinfonía per Antigenida, para orquesta. | Música orquestal (sinfonía)    |
| 1962    | Don Giovanni, ópera (Malipiero, según Puchkín). (Estreno: Nápoles, Auditorium della RAI, 1963/09/21). | Música escénica (ópera)        |
| 1962    | Abracadabra, para barítono y orquesta. | Música vocal (orquesta)        |
| 1963    | Concierto n.º 2 para violín y orquesta. | Música orquestal (concierto)   |
| 1963    | Macchina, para 14 instrumentos (reutilizado en el Concierto de piano n.º 6). | Música instrumental            |
| 1963    | Variazioni su un tema di G. Simone Mayr, para orquesta. | Música orquestal               |
| 1963-65 | Le metamorfosi di Bonaventura, ópera (Malipiero, según Nachtwachen des Bonaventura) (Estreno: Venecia, Fenice, 1966/09/04).                                                                                              | Música escénica (ópera)        |
| 1964    | Ave Phoebe, dum queror da Le Mie Giornate, para peque¤o coro y 20 instrumentos. | Música coral                   |
| 1964    | Bianchi e neri, para piano. | Música solista (piano)         |
| 1964    | Quartetto per archi n.º 8, Quartetto per Elisabetta. | Música de cámara (cuarteto)    |
| 1964    | Sinfonía n.º 8, Symphonia brevis | Música orquestal (sinfonía)    |
| 1964    | Concierto n.º 6 para piano y orquesta, delle marchine. | Música orquestal               |
| 1966    | Endecatode, para 14 instrumentos y percusión. | Música instrumental            |
| 1966    | Sinfonía n.º 9, dell'ahime | Música orquestal (sinfonía)    |
| 1966    | Don Tartufo bacchettone, ópera (Malipiero, según Molière: Le Tartuffe y G. Gigli: Don Pilone) (Estreno: Venecia, Fenice, 1970/01/20).                                                                                    | Música escénica (ópera)        |
| 1967    | L'aredodese, para narrador, coro y orquesta. | Música vocal (cantata)         |
| 1967    | Sinfonía n.º 10, Atropo (a la memoria de H. Scherchen) | Música orquestal (sinfonía)    |
| 1967-68 | Concerto para flauta y orquesta. | Música orquestal (concierto)   |
| 1968    | Gli eroi di Bonaventura, ópera (Malipiero) (antologia de obras anteriores) (Estreno: Milan, Piccola Scala, 7 Feb 1969).                                                                                                  | Música escénica (ópera)        |
| 1969    | Sinfonía n.º 11, Delle cornamuse | Música orquestal (sinfonía)    |
| 1970    | Uno dei dieci, ópera (Malipiero) (Estreno: Siena, Rinnovati, 1971/08/28). | Música escénica (ópera)        |
| 1970    | L'Iscariota, ópera (Malipiero, según Iscariot’s Bitter Love) (Estreno: Siena, Rinnovati, 1971/08/28). | Música escénica (ópera)        |
| 1971    | Gabrieliana, para pequeña orquesta. | Música orquestal               |
| 1971    | Omaggio a Belmonte (Arnold Schönberg), para orquesta. | Música orquestal               |
| 1971    | Sanzanipolo, per Giampaolo Sanzogno giocando sul nome..., para orquesta. | Música orquestal               |

## Malipiero en el cine
En 1985 fue realizada la película "Poemi Asolani" sobre la vida y la obra de Gian Francesco Malipiero. La producción fue de la WDR y el director fue el alemán Georg Brintrup.